# 風茹茶
風茹茶，一種草本茶，使用風茹草（Glossogyne tenuifolia，又稱香茹草）製成。
風茹草為雙子葉植物、菊科、向日葵族、香茹屬。為澎湖原生蔓藤宿根性草本植物，具有耐旱、耐風、耐鹽、耐貧瘠等逆境成長的能力，適合在台灣離島的澎湖生長，因此也素有「澎湖青草茶」之稱。內含有豐富的微量元素及精油，鐵、鈣、鉀之含量尤豐，具消暑解渴、活血化瘀、治療中暑、降肝火等功效。風茹茶品茗分三種，野生風茹茶最香濃入味，種植風茹茶味稍淡，茶包型味更淡。而風茹草的香氣來自於根部，野生風茹草的根部比較粗，煮成風茹茶味道較香，人工種植的風茹草則因為按時灌溉，植株較野生高大，但香味也較淡。風茹茶的煮法為先將曬乾的風茹草稍微過水洗去灰塵，和冷水一起煮，水滾後不需將風茹草急著撈出，連同煮沸的茶水一起放涼香味更為明顯茶色也會更深，約莫等30分鐘後，再把風茹草撈出即可。
雖為經濟部重點輔導產業，且主管中醫藥的衛生福利部中醫藥司表示：「風茹茶當然是食品，怎麼會是藥品？」但仍受衛生福利部食品藥物管理署以全球僅澎湖飲用風茹茶不符合《食品衛生管理法》第15條第9款規定，風茹茶從未在國內供作飲食、而且未經證明無害人體健康，故將其視為未於國內供作飲食的農作物，禁止販售。
為挽救澎湖風茹產業，行政院農業委員會高雄區農業改良場黃場長指示所屬同仁，積極協助農民及業者。首先彙整風茹已發表的各項科學文獻、安全評估報告及食用歷史等資料，填報完成衛福部要求提送的資料，終於在102年11月爭取成功風茹屬於「傳統性食品材料」，使風茹產品得以重新上架販售。並且另外再彙整出風茹病蟲害的種類，同時提出安全有效的防治藥劑，請農委會核准公告供農民選用，經多方努力，終使澎湖風茹產業逐步漸漸恢復正軌，備受澎湖各界人士的肯定。
資料來源：https://www.newsmarket.com.tw/blog/51903/ （页面存档备份，存于）